# Deutsches Tor (Landau in der Pfalz)

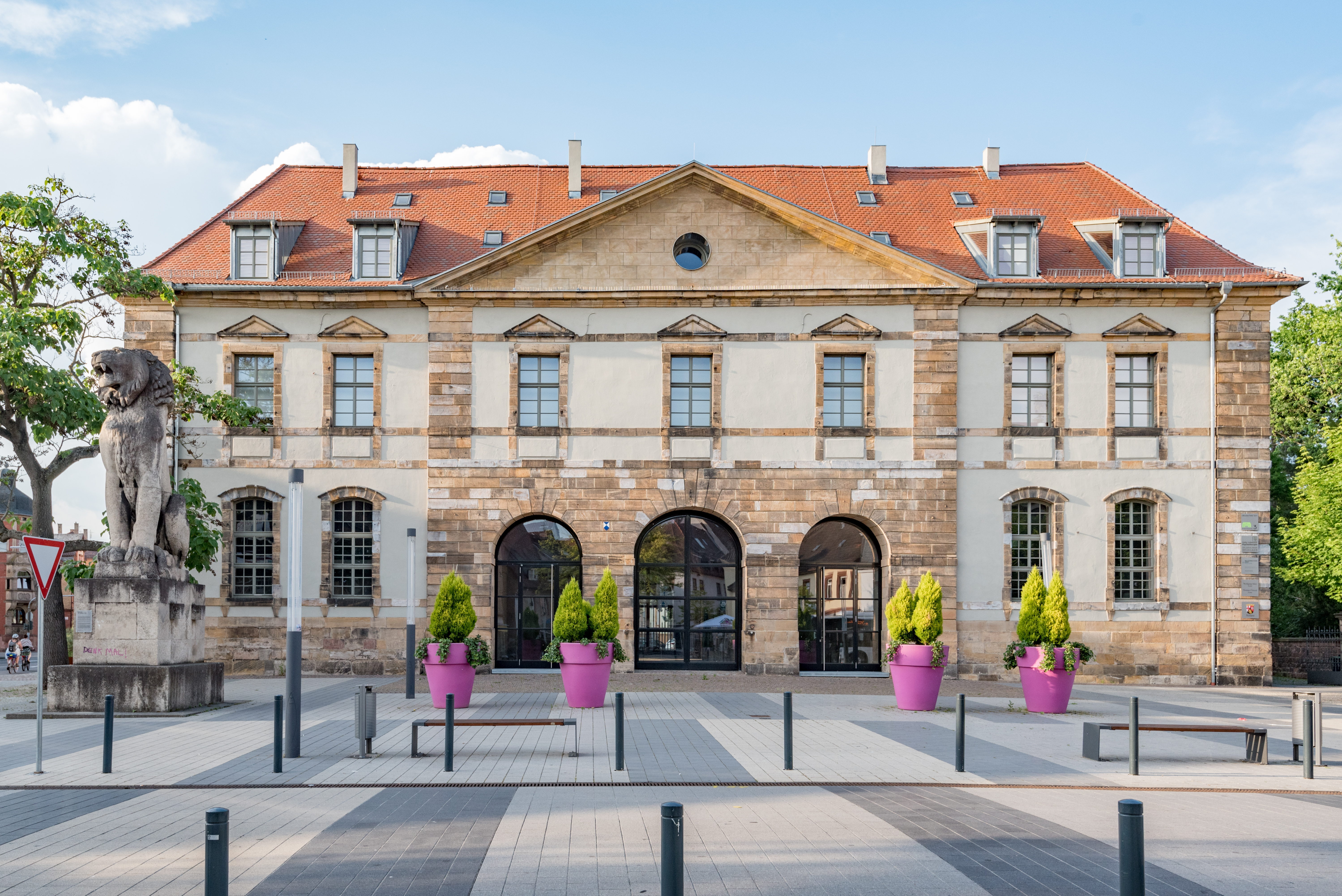
Südseite

Das Deutsche Tor – alternativ Untertor genannt, früher als Porte d’Allemagne bezeichnet – ist ein Bauwerk in Landau in der Pfalz. Es steht unter Denkmalschutz. 

## Lage
Es bildet das nördliche Ende der Altstadt und besitzt die Adresse Neustadter Straße 2. Unmittelbar südlich befinden sich der Untertorplatz und das Gefallenen-Ehrenmal.

## Geschichte
Das Tor, das im Zeitraum von 1688 bis 1691 entstand, bildet zusammen mit seinem südlichen Pendant – dem Französischen Tor – eines von zwei erhaltenen Resten der Hauptmauer der Festung Landau. Bis weit ins 19. Jahrhundert bildete es lediglich eine von zwei Möglichkeiten, die Stadt zu verlassen beziehungsweise zu betreten. Unter anderem, da dies seit der Eröffnung der Bahnstrecke Neustadt–Wissembourg und dem Bahnhof der Stadt zunehmend zu einem Hindernis wurde, wurde die Festung 1871 aufgegeben und ein weiterer, östlicher Zugang in Form der heutigen Ostbahnstraße geschaffen.

## Architektur
Beim Bauwerk handelt es sich um eine barocke Anlage, die über eine Tordurchfahrt, sowie eine stadtseitig dreischiffige Halle verfügt. Darüber hinaus ist sie mit Tympanonreliefs ausgestattet. Als verantwortlicher Architekt fungierte Sébastien Le Prestre de Vauban.